# Deambata Bessi
Deambata Bessi ist eine osttimoresische Aldeia. Sie liegt im Nordwesten des Sucos Lahane Oriental (Verwaltungsamt Nain Feto, Gemeinde Dili). Deambata Bessi bildet den Westen des traditionellen Stadtteils Quintal Arbiro, der teilweise auch zu Taibesi gezählt wird. Südlich der Rua de Taibesi grenzt Deambata Bessi an die Aldeias Vale de Lahane und Marabia und östlich an die Aldeia Alcrin. Westlich liegen die Sucos Lahane Ocidental und Mascarenhas, nordwestlich der Rua Dom José Ribeiro der Suco Santa Cruz und nordöstlich der Rua de Santa Cruz der Suco Bemori.
In Deambata Bessi leben 1119 Menschen (2015).